# Imre Kertész
Imre Kertész, maďarsky Kertész Imre (9. listopadu 1929, Budapešť – 31. března 2016, Budapešť), byl židovsko-maďarský spisovatel a nositel Nobelovy ceny za literaturu za rok 2002. Cenu získal jako první Maďar v historii. Hlavním tématem jeho románů je pronásledování Židů během holocaustu. K jeho nejznámějším dílům patří jeho první román Člověk bez osudu (1975).

## Život
Kvůli svému židovskému původu byl Kertész v roce 1944 deportován přes Auschwitz-Birkenau do koncentračního tábora Buchenwald. Při projevu během udílení Nobelovy ceny formuloval svůj přístup k holocaustu takto: "V mém psaní holocaust nikdy nemůže být zmiňován v čase minulém. Já jsem v holocaustu rozpoznal jistý stav člověka, konečnou stanici velkého dobrodružství, do níž dospěl evropský člověk se svou dva tisíce let budovanou etickou a morální kulturou za zády." V roce 1948 složil maturitní zkoušku a posléze začal pracovat jako novinář v deníku Világosság. když list v roce 1950 přezvali komunisté, byl vyhozen. Živil se psaním divadelních her a muzikálů, později i překládáním. Překládal do maďarštiny mj. Friedricha Nietzscheho, Sigmunda Freuda, Eliase Canettiho či Ludwiga Wittgensteina. Při představování českého překladu svého románu Kadiš za nenarozené dítě navštívil v roce 1998 i Prahu. V letech 2002–2012 žil převážně v Berlíně, teprve v roce 2012, již postižen Parkinsonovou nemocí, se vrátil do rodné Budapešti, kde také roku 2016 na následky svého onemocnění zemřel.

## České překlady
- Kadiš za nenarozené dítě (Kaddis a meg nem született gyermekért, 1990, česky 1998 v překladu Dany Gálové, ISBN 80-86202-21-6)
- Člověk bez osudu (Sorstalanság, 1975, česky 2003 v překladu Kateřiny Pošové, ISBN 80-200-1063-7)
- Fiasko (A kudarc, 1988, česky 2005 v překladu Kateřiny Pošové, ISBN 80-200-1299-0)
- Likvidace (Felszámolás, 2003, česky 2006 v překladu Dany Gálové, ISBN 80-200-1427-6)
- Někdo jiný. Kronika proměny (Valaki más. A változás krónikája, 1997, česky 2013 v překladu Adély Gálové, ISBN 978-80-87497-06-7)